# Михал Филип
Михал Филип (слч. Michal Filip; Стара Пазова, 7. јануар 1915 — Стара Пазова, 26. мај 1989) био је словачки професор, слависта и утемељивач словакистике у Југославији.

## Образовање
Основну школу завршио је у родном месту, а гимназију је похађао у Бачком Петровцу (1928-1936). Након матуре испрва се одлучио за студије медицине у Београду. Убрзо мења мишљење, и већ након првог семестра напушта медицину и уписује српскохрватски језик са старословенским на Филозофском факултету у Београду. Пошто је 1941. дипломирао понуђен му је посао на факултету због одличних резултата постигнутих током студија. Филип је понуду одбио, и посветио се педагошком раду међу војвођанским Словацима.

## Професор гимназије
Део Другог светског рата (1942-1943) проводи у Старој Пазови као професор Грађанске школе, али бива отпуштен и прелази у Београд. Затим ради у Ковачици, где је 1944. мобилисан у Народноослободилачку војску Југославије. Након ослобођења, па до 1952. радио је као професор гимназије у Бачком Петровцу. Овде је до 1949. био и надзорник обновљеног ученичког Самообразовног кружока Сладкович. То је био његов најпродуктивнији период, пошто је у Петровцу режирао позоришне представе, био драматург, сценограф, костимограф, преводилац позоришних комада (углавном са словеначког и српскохрватског). Успео је и да прошири круг позоришних аматера. Након што је напустио Петровац, престао је да се бави режијом, али је постао одличан хурбанолог, и често је писао о тој теми.

## Универзитетски професор
Године 1952. на позив академика Александра Белића прелази на Филозофски факултет у Београду, где је на Катедри за источне и западне словенске језике постао лектор за чешки и словачки језик. Након што је 1961. на Филозофском факултету у Новом Саду основана Катедра за источне и западне словенске језике и књижевности професор Филип је три школске године (до 1964) радио на Катедри као виши истраживач сарадник за словачки. Од 1969. Филип потпуно је прешао на Филозофски факултет у Новом Саду. Школске 1970/1971 радио је као лектор српскохрватског језика на Филозофском факултету Универзитета Коменског у Братислави. Година 1975-1979. ангажован је као лектор за словачки на Филолошком факултету у Београду. Након тог периода враћа се у Нови Сад, где остаје све до пензионисања 1983. године. И у пензији је наставио да се бави научним радом.
Умро је 26. маја 1989. у Старој Пазови, где је и сахрањен.
Своју богату библиотеку завештао је Катедри за словакистику Филозофског факултета у Новом Саду. Као вид одавања почасти професору Филипу, једна од улица у Старој Пазови носи његово име.

## Књижевни и научни рад
Као писац и есејиста сарађивао је у многим часописима (Nový život, Hlas Ľudu, Зборник Друштва војвођанских словакиста), као и у научним публикацијама Друштва војвођанских словакиста, чији је био и активни члан.
Такође је био активни учесник у раду Матице словачке у Југославији.

## Преводилаштво
Преводио је са словачког и чешког, као и на словачки језик (Иву Андрића, Ивана Цанкара, Карела Чапека). Преводе је објављивао у часописима Ľudový kalendár, Náš život, Nový život, а у Издавачкој кући „Култура” излазили су његови преводи књига.

### Историја књижевности, лингвистика
- Štúdie a články (Нови Сад, 1990), приредио Вићазослав Хроњец

### Антологије и избор из дела других аутора
- Timrava. Výber z rozprávok (Бачки Петровац, 1950)
- Gustáv Maršall-Petrovský: Dolnozemské rozprávky (Бачки Петровац, 1953)
- Gustáv Maršall-Petrovský: Dielo I (Бачки Петровац, 1962)
- Gustáv Maršall-Petrovský: Dielo II (Бачки Петровац, 1963)

Такође је био аутор читанки и уџбеника словачког језика и историје књижевности.